# Sámuel Teleki

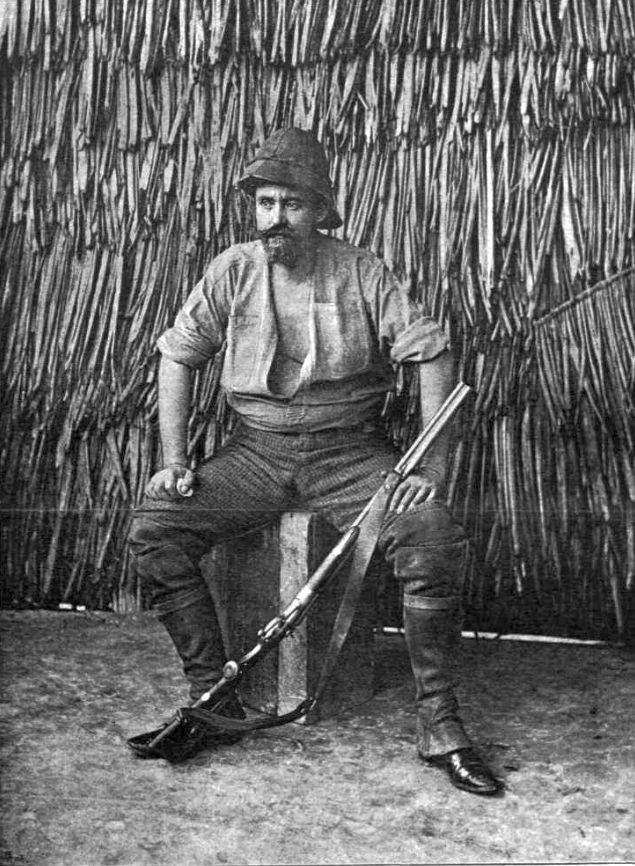
Sámuel Graf Teleki

Graf Sámuel Teleki von Szék [ˈʃaːmuɛl ˈtɛlɛki] (* 1. November 1845 in Dumbrăvioara (ungar. Sáromberke, dt. Scharnberg, Siebenbürgen, damals Kaisertum Österreich, heute Rumänien); † 10. März 1916 in Budapest) war ein österreichisch-ungarischer Politiker, Entdecker und Forschungsreisender.

## Leben

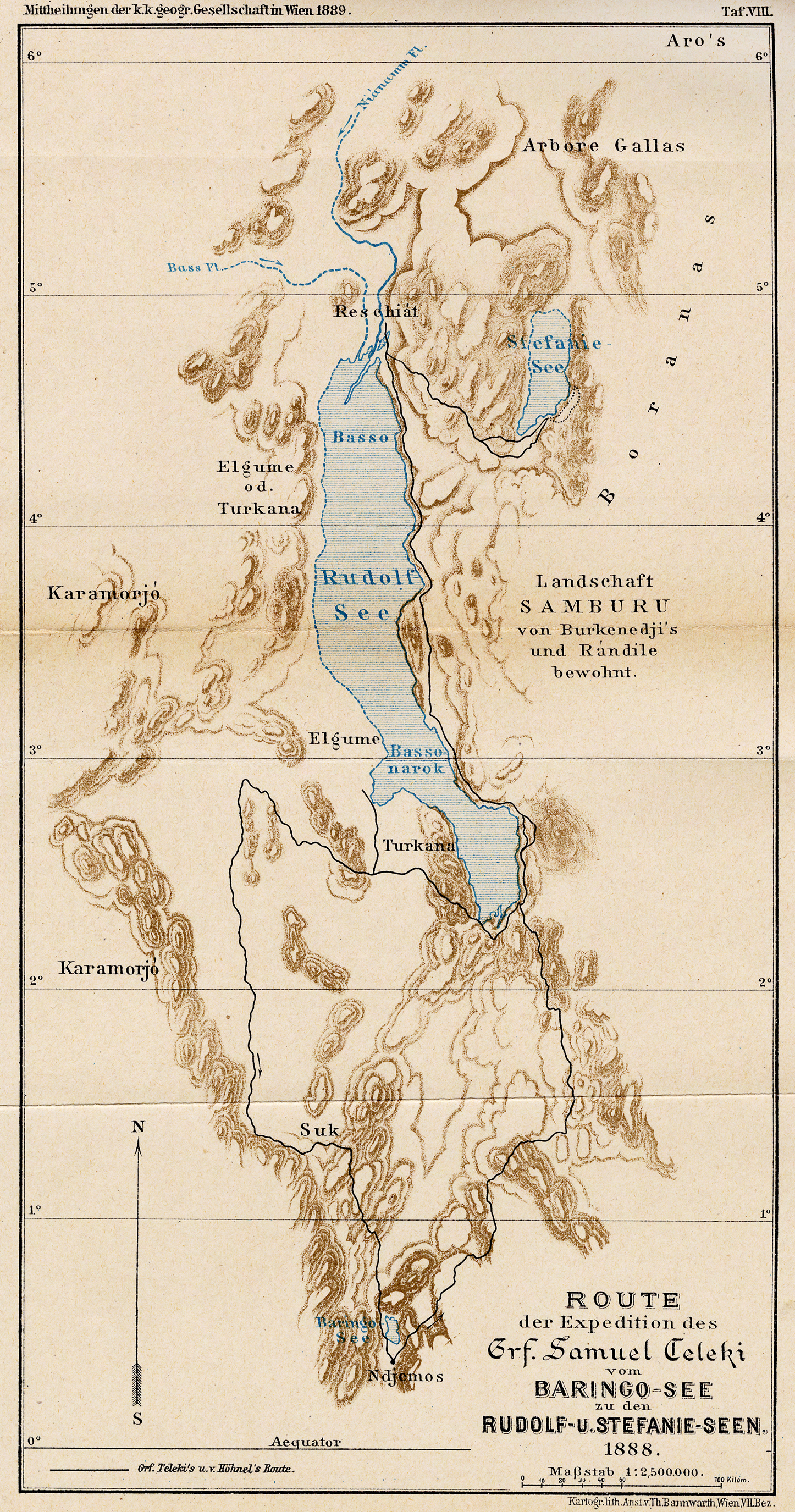
Route der Expedition des Grf. Samuel Teleki vom Baringo-See zu den Rudolf- u. Stefanie-Seen (1888)

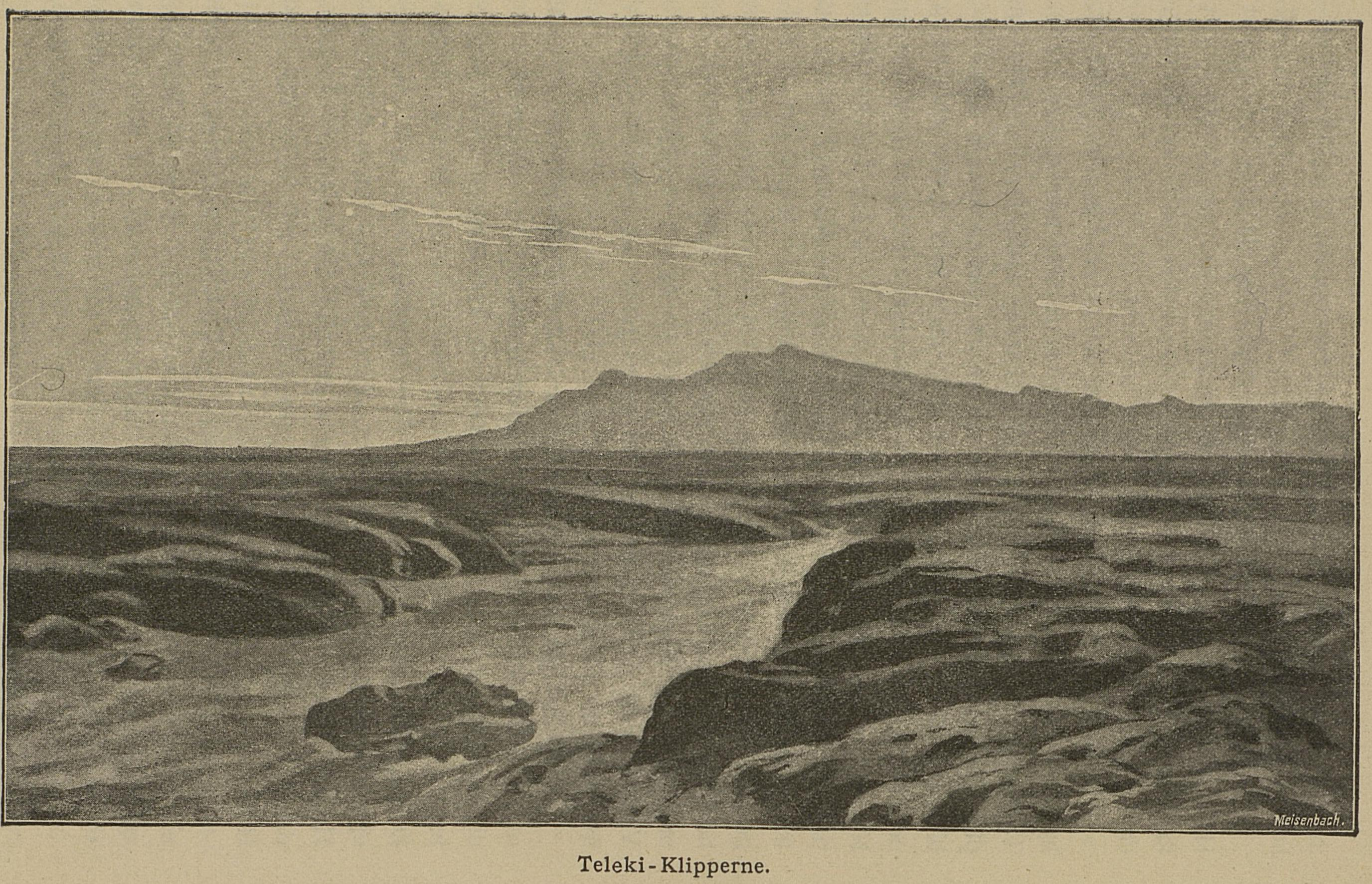
Der Teleki-Fels im heutigen Kenia (Illustration von Rudolf Hellgrewe und Georg Meisenbach aus Carl Peters’ Die deutsche Emin-Pascha-Expedition)

Sámuel Teleki, der einem alten ungarischen Adelsgeschlecht entstammte, verbrachte seine erste Lebenshälfte damit, die Güter seiner Familie zu verwalten, und machte politische Karriere. So wurde er 1881 Mitglied der Magnatentafel, des ungarischen Oberhauses.
Als passionierter Jäger, fasziniert von den Reiseberichten der großen Afrikaforscher seiner Zeit, spielte Teleki jedoch immer wieder mit dem Gedanken, eine Expedition nach Afrika zu wagen.
1886 war es dann soweit: Gemeinsam mit seinem Begleiter, dem Marineleutnant Ludwig von Höhnel, brach Teleki auf und folgte einer bereits bekannten Route des britischen Forschers Joseph Thomson. 1887 erreichten sie den Fuß des Kilimandscharos, den Teleki vergeblich zu besteigen versuchte. Sie gingen weiter zum Baringosee und dann nach Norden, wo sie einen neuen See entdeckten, den sie nach dem Kronprinzen von Österreich-Ungarn Rudolfsee benannten. Ebenfalls zu den Expeditionsergebnissen Telekis zählt die Entdeckung eines zweiten, kleineren Gewässers, des Stefaniesees; benannt nach der Kronprinzessin.
Durch die Region Turkana, dem ausgetrockneten Flussbett des Turkwels folgend, gelangte die Expedition schließlich im Oktober 1888 nach Mombasa, von wo sie die Heimreise via Sansibar antrat. Bei der Rückfahrt mit dem Schiff ging Teleki im Golf von Aden noch einmal an Land und erkundete das äthiopische Hochland, vermutlich, um eine neue Expedition zu den entdeckten Seegebieten, diesmal aus nördlicher Richtung, vorzubereiten. Dabei traf Teleki in Harar auch auf den französischen Dichter Arthur Rimbaud, der sich als Händler dort niedergelassen hatte. In einem Brief vom 25. Februar 1889 schreibt Rimbaud (an Jules Borelli):
Wir hatten vor einigen Tagen Besuch vom Grafen Téléki, der eine wichtige Reise in die unerforschten Gebiete im Nordwesten Kenias gemacht hat: Er sagt, er sei bis zehn Tage südlich von Kaffa vorgedrungen. Er hat uns wieder erzählt, was Sie [Jules Borelli] vom Lauf des Djibié sagen, das heißt, dass der Fluss anstatt in den indischen Ozean zu fließen, in einen großen See gegen Südosten mündet. […] Der Graf Téléki reist nach Zeilah zurück. Die Trauerfeierlichkeiten um den Prinzen Rudolph rufen ihn nach Österreich zurück. 1889 kehrten Teleki und Höhnel schließlich nach Europa zurück.
Dass der Expedition trotz verschwenderischer Ausrüstung Telekis kein größerer Erfolg beschieden war, lag vor allem an teilweise dilettantischen Fehlern. So irrte die Gruppe zum Beispiel planlos durch das Gebiet, weil ihr bereits in den ersten Tagen sämtliches Kartenmaterial gestohlen worden war. Zudem kam es immer wieder zu Zusammenstößen mit Einheimischen. Während der Expedition kamen 36 Teilnehmer ums Leben, 34 desertierten.
1895 besuchte Teleki Kenia erneut. Sein Versuch, den Kilimandscharo zu besteigen, der mittlerweile von Ludwig Purtscheller und Hans Meyer erstbestiegen worden war, scheiterte jedoch abermals.
Danach zog sich Teleki bis zu seinem Tod im Jahre 1916 auf seine ungarischen Güter zurück.
Carl Peters taufte bereits um 1890 eine Felsformation am Fluss Uaso Nyiro nach Teleki. 2008 wurde ein Asteroid nach ihm benannt: (163819) Teleki.